# 特里蒙顿 (犹他州)
特里蒙顿（英文：Tremonton），是美国犹他州博克斯埃尔德县下属的一座城市。建市于 1888年，面积大约为7.8平方英里（20平方公里），海拔约为4,325英尺（1,318米）。根据2010年美国人口普查，该市有人口7,647人。